# Gustavo Espinoza Mireles
Gustavo Espinosa Mireles (Ramos Arizpe, Coahuila; 23 de junio de 1891 - Ciudad de México, Distrito Federal; 4 de mayo de 1939) fue un militar mexicano que participó en la Revolución Mexicana. Durante esta etapa fue gobernador del estado de Coahuila.

## Biografía
En la hacienda Anhelo, municipio de Ramos Arizpe, Coahuila, nació, el 23 de junio de 1891, Gustavo Espinosa Mireles, hijo del matrimonio formado por el señor Martiniano Espinosa y de doña Guillermina Mireles. Estudió la carrera de abogado. Censuró el crimen de Francisco I. Madero y José María Pino Suárez cometido en 1913 y por ello se afilió a las fuerzas constitucionalistas siendo designado secretario particular de don Venustiano Carranza. 
Del 6 de septiembre de 1915 al 17 de abril de 1917 ocupó la gubernatura de Coahuila sustituyendo a Adolfo Huerta Vargas. Durante su gobierno se creó el municipio de Castaños; se anularon contratos que obligaban a los agricultores de La Laguna a vender su semilla de algodón a una compañía que monopolizaba su compra; se organizó una junta central y un congreso pedagógico para reglamentar la educación y se abrieron escuelas para adultos en cada cabecera municipal así como centros de mejoramiento profesional para el magisterio. Creó la oficina del trabajo para arbitrar las diferencias entre obreros y patrones y asentó la organización de gremios obreros en sociedades cooperativas. 
Efectuadas las elecciones, ejerció el cargo de Gobernador Constitucional del Estado a partir del 15 de diciembre de 1917 período en el que promulgó la nueva constitución estatal, apoyó la reforma agraria y en 1918 convocó al congreso obrero en el que se creó la Confederación Regional Obrera Mexicana.
A la muerte de Carranza renunció a ser gobernador el 27 de mayo de 1920, sustituyéndolo el general Luis Gutiérrez Ortiz.
En agosto de 1924 fundó, junto con inversionistas norteamericanos la Compañía Mexicana de Aviación, S. A. ocupando la presidencia del consejo de administración. Estuvo al frente de la Compañía Exportadora del Petróleo Nacional creada el 31 de marzo de 1938 la que en 1940 se convirtió en Petróleos Mexicanos. Fue oficial mayor y subsecretario de la Secretaría de Comunicaciones, diputado federal por Torreón, fundador y presidente de P:I:P:S:A: y director del Ferrocarril Sudpacífico. 
Autor de poemas. Murió en la ciudad de México el 4 de mayo de 1939. Fue sepultado en el Panteón Español.